# Forte Monte Tesoro

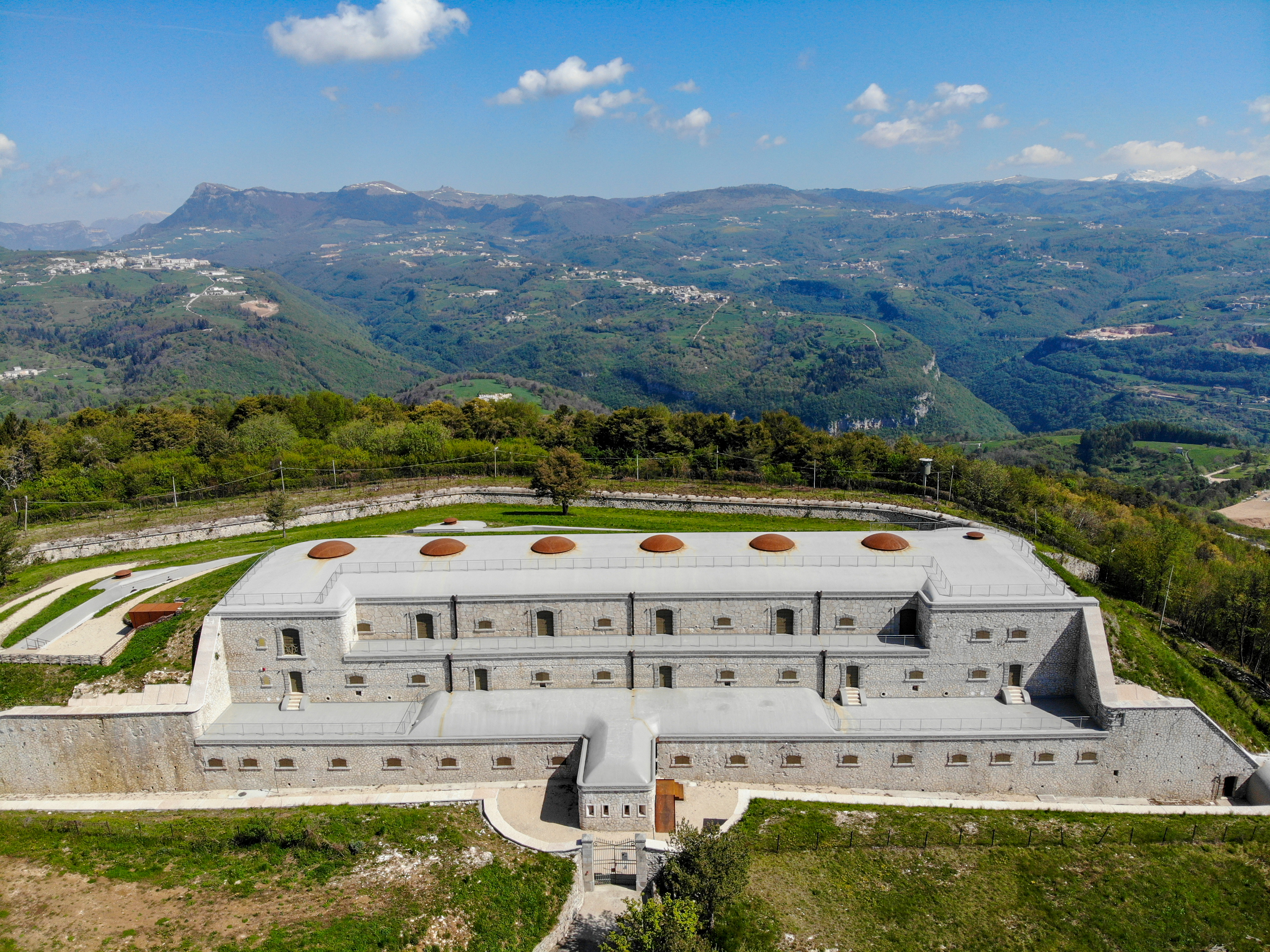
Forte Monte Tesoro, Kehlseite mit Kasemattenblock und Kaponniere

Forte Monte Tesoro ist ein ehemaliges italienisches Festungswerk in der Provinz Verona. Von der 1911 fertiggestellten Festung wurde kein einziger Schuss abgefeuert. Im Ersten Weltkrieg lag sie von Kriegsbeginn an weit hinter der Frontlinie und wurde bald desarmiert.

## Lage
Das Werk wurde auf der Kuppe des Monte Tesoro 917 m s.l.m. im Ortsteil Corrubio der Gemeinde Sant’Anna d’Alfaedo am südlichen Rand der Lessinischen Alpen errichtet. Es liegt zwischen dem Valle di Prun im Westen und dem östlich angrenzenden Valpantena etwa 1,5 km Luftlinie vom Ponte di Veja entfernt.

## Geschichte
Forte Monte Tesoro war Teil des nördlich der Festung Verona angelegten Sperrgürtels, der in Teilen bereits im 19. Jahrhundert vom Kaisertum Österreich angelegt worden war. Nach dem Verlust Venetiens 1866 infolge des Deutschen Krieges wurde die Sperre vom Königreich Italien der neuen strategischen Lage angepasst und bis kurz vor Ausbruch des Ersten Weltkrieges ausgebaut. Zu diesem Sperrgürtel gehörten neben der Sperrgruppe bei Rivoli Veronese an der Veroneser Klause auch die Sperrgruppe östlich der Etsch in den Lessinischen Alpen mit Forte Monte Tesoro. Letztere sollte eventuelle österreichisch-ungarische Einbruchsversuche über die Hochebene der Lessinischen Alpen, über die seit 1866 die Grenze zwischen dem Königreich Italien und der Habsburgermonarchie verlief, unterbinden.
Erste Pläne für den Bau einer Sperre auf dem Monte Tesoro wurden noch im 19. Jahrhundert geschmiedet. Die Arbeiten begannen erst 1906 und sollten zwei Jahre später abgeschlossen werden, zogen sich aber am Ende bis 1911 hin. Es wurde im Stile des von Enrico Rocchi, General der italienischen Genietruppen, Ende des 19. Jahrhunderts entworfenen Modells für Gebirgssperren errichtet und war, wie beispielsweise die auf der Hochebene der Sieben Gemeinden liegenden Werke Verena, Campolongo oder Lisser bereits bei der Fertigstellung veraltet. Einem Beschuss der österreichisch-ungarischen Belagerungsartillerie, wie dem 30,5-cm-Mörser oder der 38-cm-Belagerungshaubitze hätte es nicht standgehalten, wie das Beispiel Forte Verena zeigt.
Mit dem östlich gelegenen Forte Santa Viola gehörte es zu den neueren Anlage der Sperrgruppe auf den Lessinischen Alpen. Die beiden noch im 19. Jahrhundert errichteten Werke Masua und Castelletto der Sperrgruppe waren durch den Anbau von Batterieblöcken mit Panzertürmen ebenfalls modernisiert worden.
Der italienische Generalstab sah die Arbeiten an Forte Monte Tesoro aber auch kritisch. So bemängelte man die Qualifikationen der Baustellenleitung, die zu einem gewissen Zeitpunkt einem in diesem Bereich völlig unerfahrenen Offizier der Eisenbahngenietruppen anvertraut worden war. Kritisiert wurden auch die hohen Baukosten, da man die Arbeiten nicht ausschließlich intern durch Militärangehörige erledigen ließ, sondern auch zivile Firmen mit Aufträgen betraute.
Nach dem italienischen Kriegseintritt im Mai 1915 lag Forte Monte Tesoro weit hinter der Frontlinie und wurde bald desarmiert. Bis in die 1980er Jahre diente es dem italienischen Heer als Munitionsdepot. 2013 wurde die Anlage und das dazugehörige etwa 22 ha große Grundstück der Gemeinde Sant’Anna d’Alfaedo übergeben, die das Werk restaurieren ließ.   Seit 2018 kann das restaurierte Forte Monte Tesoro wieder besichtigt werden.

## Beschreibung
Auch wenn Forte Monte Tesoro vom italienischen Geniekorp als modernes und schlagkräftiges Sperrwerk bezeichnet wurde, zeichnet es sich durch seinen traditionellen Baustil aus dem 19. Jahrhundert mit Mauern aus Bruchstein und eher dekorativen als funktionellen Elementen aus. Für den Bau griff man auf örtlichen Bruchstein zurück, der mittels einer extra angelegten Seilbahn auf die Baustelle auf dem Monte Tesoro befördert wurde. Mit Stahlbeton wurden nur bestimmte Bereiche, wie das Verdeck des Batterieblocks oder die Nahkampfanlagen verstärkt.
Das mehrgeschossige Fort, das sich perfekt dem Gelände anpasst, ist vollständig von einem Graben umgeben. Der Zugang erfolgt über eine zentral angelegte Kaponniere im Kehlgraben, die mit dem Erdgeschoss des Kasemattenblocks verbunden ist. Im Erdgeschoss lagen der Generatorraum für die Strom- und Pressluftversorgung, die für den Rauchabzug in den Geschütztürmen benötigt wurde. Des Weiteren befanden sich hier Lagerräume, die Küchen für die Mannschaft und die Offiziere, die Unterkunft des Festungskommandanten und der anderen Offiziere, das Krankenzimmer sowie einige Räume, in denen die Artilleriegranaten für den Einsatz vorbereitet und zusammengesetzt wurden. An der Südostseite zum Valpantena hin zieht sich eine Poterne mit gepanzerten Schießscharten als Flankenschutz zwischen Werk und östlichem Flankengraben hin, der über einen separaten Eingang im Kehlgraben erreicht wird.
Zwei Treppen an den beiden äußeren Enden des Erdgeschosses führen in den ersten Stock, in dem die Unterkunftskasematten für die 226 Mann der Festungsbesatzung sowie die Munitionslager der Werksartillerie lagen. Poternen verbinden den ersten Stock mit drei vorgelagerten versenkbaren MG-Panzertürmen sowie mit der halbkreisförmig um den Kasemattenblock angelegten ausbetonierten Infanteriestellung für die Nahverteidigung.
Im zweiten Stock, der wieder über zwei Treppen vom ersten Stock erreichbar ist, lag der Batterieblock mit den sechs Panzertürmen für die 149 mm von Armstrong, Mitchell & Co. in Pozzuoli gelieferten Kanonen. Am östlichen Rand des Batterieblocks befand sich eine versenkbare Beobachtungskuppel für den Artilleriebeobachter und an gegenüberliegenden Ende der Batteriegefechtsstand. Die Munition wurde über Munitionsaufzüge in den Batterieblock gebracht und anschließend mittels Hunten zu den Panzertürmen transportiert, bevor die einzelnen Granaten über Handaufzüge in die Geschützstellung hinaufgezogen wurden.

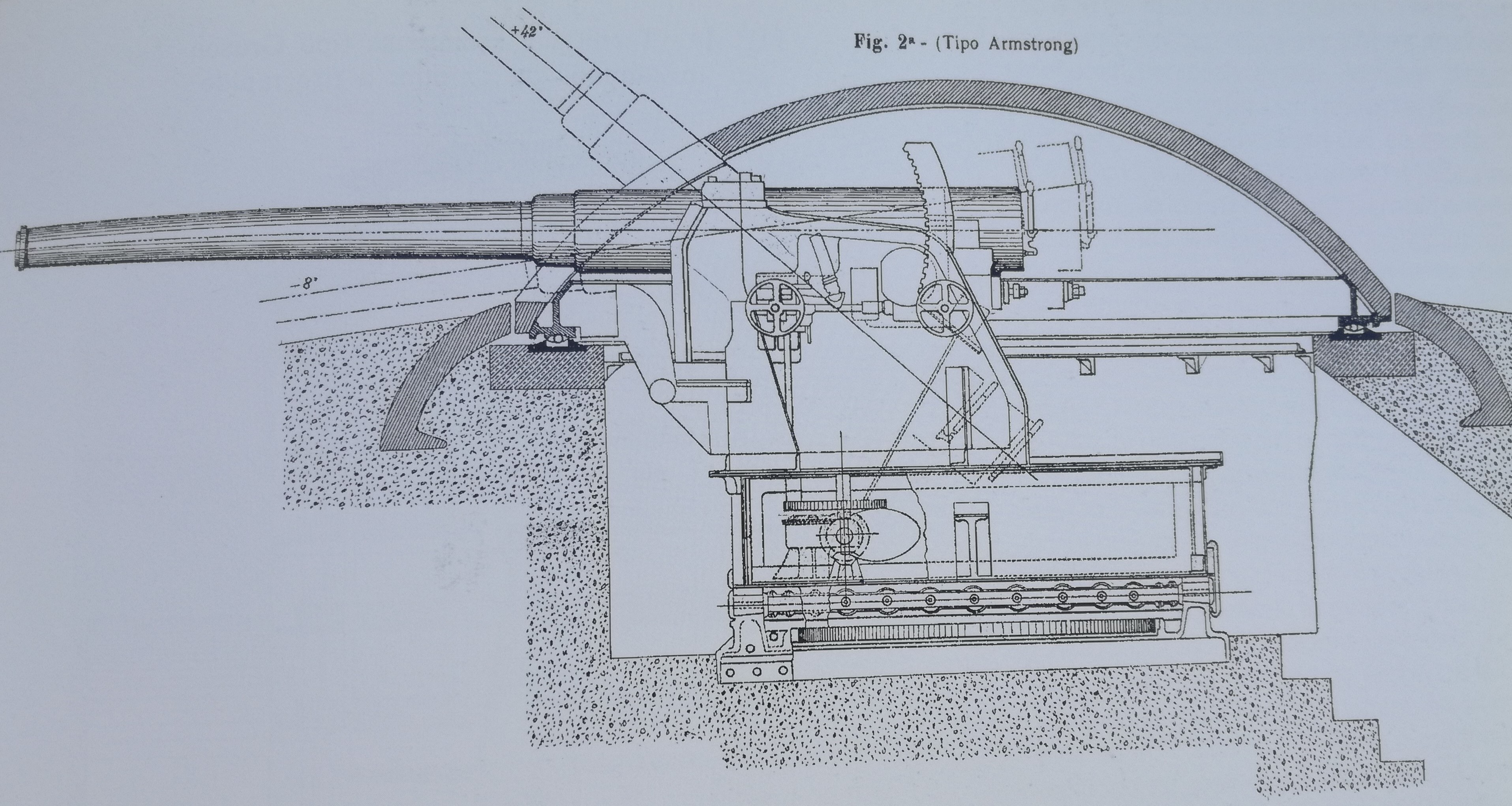
Panzerturm-Modell Armstrong mit 149-mm-A-Kanone

Die Pulverkammer ist, wie in anderen baugleichen Festungen auch, vom Kasemattenblock versetzt angelegt worden und über einen langen bergab führenden Stollen sowohl vom Erdgeschoss als auch von der südseitig errichteten Werksstraße aus erreichbar. An letzterer liegt auch einige Kehren unterhalb des Forts die zweigeschossige Kasernenanlage, die aus drei Gebäudeteilen besteht. Sie bot Unterkunft für 90 Artilleristen und 276 Infanteristen, darin untergebracht waren aber auch die Offiziersunterkünfte, Schreibstuben, und Lagerräume.

## Bewaffnung
Im Jahr 1915 war das Fort bewaffnet mit:
- 6 Kanonen 149A in Panzerkuppeln
- 4 Kanonen 75A
- 6 Maschinengewehre davon 3 in versenkbaren Panzerkuppeln[8]

In einigen Quelle werden noch vier Kanonen 149G in offener Feldstellung aufgeführt.